# Саароа

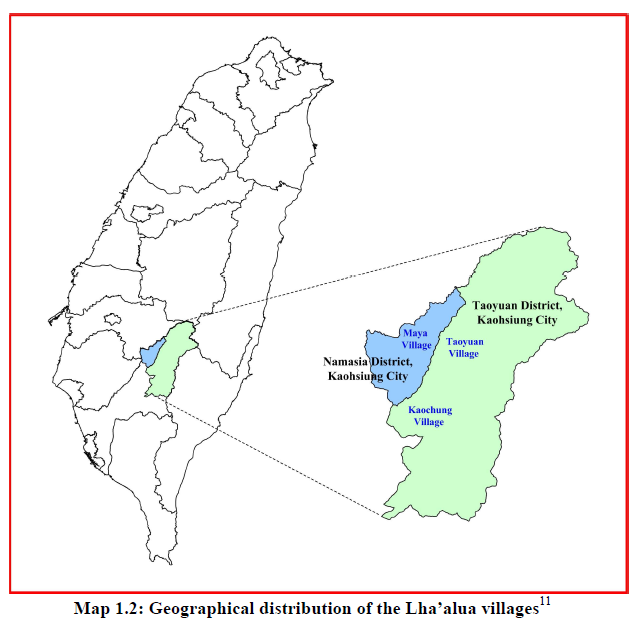
Розташування сіл Саароа

Народ Саароа або Хла'алуа (кит.: 拉阿魯哇族) — корінний народ центрального південного Тайваню. Тубільці живуть у двох селах: Таоюань і Каочун в районі Таоюань, Гаосюн, і селі Майя в районі Намасія, Гаосюн.
Група отримала офіційне визнання від уряду Тайваню 26 червня 2014 року під назвою Хла'алуа як 15-й корінний народ Тайваню. Раніше цю групу вважали підгрупою народу Цоу.